# Aphnaeus rectilineata
Aphnaeus rectilineata är en fjärilsart som beskrevs av Hans Fruhstorfer 1912. Aphnaeus rectilineata ingår i släktet Aphnaeus och familjen juvelvingar. Inga underarter finns listade i Catalogue of Life.